# Futabatei Shimei

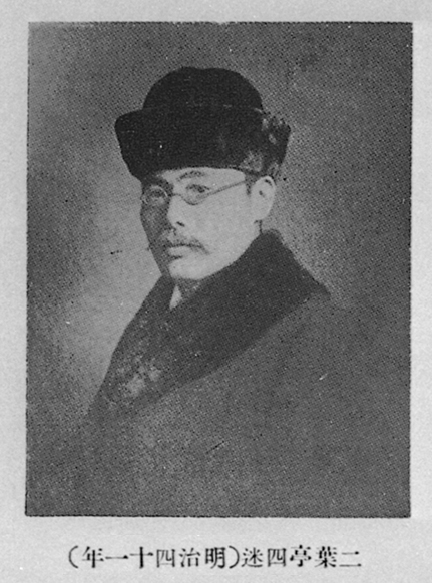
Futabatei Shimei

Futabatei Shimei (pseudonym för Hasegawa Tatsunosuke), född 28 februari 1864 i Tokyo, död 10 maj 1909 i Bengaliska viken, var en japansk författare.
Futabatei hade genomgått en skola i ryska för tjänstemän och var därför väl förtrogen med rysk litteratur. Han skrev också på talspråket istället för på det traditionella litteraturspåket. Hans roman Ukigumo (Det seglande molnet) räknas som den första japanska moderna romanen. Den handlar om en ung man, Bunzo, som trots sin begåvning inte kan göra sig gällande i det moderna samhället. Han är alltför bunden av gammaldags hedersbegrepp.

## Engelsk översättning
Japan's first modern novel: Ukigumo of Futabatei Shimei / transl. and critical comment. by Marleigh Grayer Ryan, 1965, Columbia University Press